# Spiniella
Spiniella is een geslacht van hooiwagens uit de familie Zalmoxioidae.
De wetenschappelijke naam Spiniella is voor het eerst geldig gepubliceerd door M. A. González-Sponga in 1987. 

## Soorten
Spiniella is monotypisch en omvat slechts de volgende soort:
- Spiniella grandituberculosa